# ジャマル・ムシアラ
- ジャマル・ミュージアラ

ジャマル・ムシアラ（Jamal Musiala, 2003年2月26日 - ）は、ドイツ・バーデン＝ヴュルテンベルク州シュトゥットガルト出身のサッカー選手。FCバイエルン・ミュンヘン所属、ドイツ代表。ポジションはMF。ジャマル・ミュージアラと表記される場合もある。

## 経歴
2019年7月、16歳の時にチェルシーからバイエルン・ミュンヘンに移籍 。2020年6月3日、バイエルン・ミュンヘンIIでの3.リーガプロイセン・ミュンスター戦にてプロデビューを果たした。 2020年6月20日、フライブルク戦に17歳115日でブンデスリーガでデビューを果たしたが、これはバイエルン・ミュンヘンの最年少記録であった。
2020年9月18日、シャルケ04戦において17歳205日でブンデスリーガの最初のゴールを決め、ロケ・サンタ・クルスが保持していた18歳12日の記録を破りバイエルン・ミュンヘンの最年少記録となった 。11月3日、トーマス・ミュラーと交代でレッドブル・ザルツブルク戦で出場し、チャンピオンズリーグデビューを果たした。 12月1日、アトレティコ・マドリード戦でチャンピオンズリーグで初めてスタメン出場した。
2021年3月5日、バイエルンと正式にプロ契約を締結し、2026年までの契約を締結した。2022年8月15日、第2節のVfLヴォルフスブルク戦では開幕戦から2試合で3ゴールをきめて好調をキープした。
2022-23シーズン、リーグ最終節のケルン戦では1-1から試合終了間際に決勝点を奪ったことにより勝利、チームは優勝を果たした。また、20歳にしてリーグ戦2桁ゴール2桁アシストを記録した。
2025年7月1日、バイエルン・ミュンヘンはムシアラがFIFAクラブワールドカップ2025終了後の2025-26シーズンからレロイ・サネの移籍で空き番号となっていた「10番」を着用すると発表。

## 代表経歴
ナイジェリア出身の父親とドイツ人の母親の間にドイツで生まれ、幼い頃にイギリスに移り10代でドイツに戻った。このため、ユースレベルではイングランドとドイツ両方の代表を経験している。
2020年11月、UEFA U-21欧州選手権の予選で、初めてU-21イングランド代表に招集された。11月13日のアンドラ戦（モリニュー・スタジアム）でU-21イングランド代表デビューを果たし（試合は3-1の勝利）、11月17日のアルバニア戦（モリニュー・スタジアム）でU-21初ゴールを決めた（試合は5-0の勝利）。
2021年2月24日、ドイツ代表を目指すことを正式に表明。5月、UEFA EURO 2020に臨む代表メンバーに選出された。2021年10月11日、ワールドカップ予選の北マケドニア戦でフル代表初ゴールを挙げた。
2022年、2022 FIFAワールドカップのメンバーに選出され、ドイツ代表史上初めて10代でワールドカップのピッチに立った。グループリーグ第2戦のスペイン戦ではニクラス・フュルクルクの同点ゴールをアシストして勝ち点1獲得に貢献するも、チームはグループステージ敗退となった。
2024年3月から過去にはMFメスト・エジルらが背負った背番号10を着用。UEFA EURO 2024では3ゴールを挙げ、大会得点王に輝くも、チームはベスト8で敗退となった。

## 人物
- ドイツのシュトゥットガルトで生まれた。7歳の時にドイツのフルダからイギリスに移り[28]、ロンドン・ニューモールデンの小学校[29]、クロイドンのウィットギフト中学校に通った。[30][31]。

## プレースタイル
- 中央とサイドの両方を高水準でこなす万能型のMF。10番（トップ下、インサイドハーフ）、セントラルMF、サイドハーフのそれぞれで実力を証明してきている[32]。主に4-2-3-1のトップ下などを主戦場としている。10番としては前線にトランジションパスをより多く送り、カウンターではディフェンスの背後と広いスタートポジションから内野に移動する選手のどちらにも印象的なプレーをする[32]。また、サイドハーフやワイドFWのポジションではドリブルで相手ディフェンスへ脅威を増大させることができるとされている[32]。

## 個人成績

### クラブ
2023-24シーズン終了時点
| クラブ                   | シーズン     | リーグ戦       | リーグ戦 | リーグ戦 | 国内カップ | 国内カップ | 国際大会 | 国際大会 | その他 | その他 | 合計 | 合計 |
| クラブ                   | シーズン     | ディビジョン   | 出場     | 得点     | 出場       | 得点       | 出場     | 得点     | 出場   | 得点   | 出場 | 得点 |
| ------------------------ | ------------ | -------------- | -------- | -------- | ---------- | ---------- | -------- | -------- | ------ | ------ | ---- | ---- |
| バイエルン・ミュンヘンII | 2019-20      | 3. リーガ      | 8        | 2        | -          | -          | -        | -        | -      | -      | 8    | 2    |
| バイエルン・ミュンヘンII | 2020-21      | 3. リーガ      | 2        | 0        | -          | -          | -        | -        | -      | -      | 2    | 0    |
| バイエルン・ミュンヘンII | 通算         | 通算           | 10       | 2        | -          | -          | -        | -        | -      | -      | 10   | 2    |
| バイエルン・ミュンヘン   | 2019-20      | ブンデスリーガ | 1        | 0        | -          | -          | -        | -        | -      | -      | 1    | 0    |
| バイエルン・ミュンヘン   | 2020-21      | ブンデスリーガ | 26       | 6        | 2          | 0          | 6        | 1        | 3      | 0      | 37   | 7    |
| バイエルン・ミュンヘン   | 2021-22      | ブンデスリーガ | 30       | 5        | 1          | 2          | 8        | 1        | 1      | 0      | 40   | 8    |
| バイエルン・ミュンヘン   | 2022-23      | ブンデスリーガ | 33       | 12       | 4          | 3          | 9        | 0        | 1      | 1      | 47   | 16   |
| バイエルン・ミュンヘン   | 2023-24      | ブンデスリーガ | 24       | 10       | 2          | 0          | 11       | 2        | 1      | 0      | 38   | 12   |
| バイエルン・ミュンヘン   | 通算         | 通算           | 114      | 33       | 9          | 5          | 34       | 4        | 6      | 1      | 163  | 43   |
| キャリア通算             | キャリア通算 | キャリア通算   | 124      | 35       | 9          | 5          | 34       | 4        | 6      | 1      | 173  | 45   |

### 代表
出場大会
- ドイツ代表
  - 2021年 - UEFA EURO 2020（ベスト16）
  - 2022年 - 2022 FIFAワールドカップ（グループステージ敗退）
  - 2024年-  UEFA EURO 2024（ベスト8）

試合数
2024年7月27日現在
- 国際Aマッチ 34試合 5得点（2021年 - ）[34]

| ドイツ代表 | 国際Aマッチ | 国際Aマッチ |
| 年         | 出場        | 得点        |
| ---------- | ----------- | ----------- |
| 2021       | 9           | 1           |
| 2022       | 11          | 0           |
| 2023       | 5           | 1           |
| 2024       | 9           | 3           |
| 通算       | 34          | 5           |

得点
| #  | 開催日         | 開催地                                                    | 対戦国         | スコア | 結果 | 大会                                    |
| -- | -------------- | --------------------------------------------------------- | -------------- | ------ | ---- | --------------------------------------- |
| 1. | 2021年10月12日 | スコピエ、トシェ・プロエスキ・アレナ                      | 北マケドニア   | 4-0    | 4-0  | 2022 FIFAワールドカップ・ヨーロッパ予選 |
| 2. | 2023年10月14日 | イーストハートフォード、プラット&ホイットニー・スタジアム | アメリカ合衆国 | 3-1    | 3-1  | 親善試合                                |
| 3. | 2024年6月14日  | ミュンヘン、アリアンツ・アレーナ                          | スコットランド | 2-0    | 5-1  | UEFA EURO 2024                          |
| 4. | 2024年6月19日  | シュツットガルト、メルセデス・ベンツ・アレーナ            | ハンガリー     | 1-0    | 2-0  | UEFA EURO 2024                          |
| 5. | 2024年6月29日  | ドルトムント 、ジグナル・イドゥナ・パルク                 | デンマーク     | 2-0    | 2-0  | UEFA EURO 2024                          |

## タイトル

### クラブ
FCバイエルン・ミュンヘン
- UEFAチャンピオンズリーグ：2019–20
- ブンデスリーガ：5回（2019–20, 2020-21, 2021-22, 2022-23, 2024-25）
- DFL-スーパーカップ：3回（2020, 2021, 2022）
- UEFAスーパーカップ：2020 [35]
- FIFAクラブワールドカップ：2020

### 個人
- UEFA欧州選手権得点王 : 2024